# Presença (canção)
"Presença" é uma canção em versão de estúdio da banda de pop rock Skank com participação do rapper Emicida lançado em 26 de março de 2012 pela Sony Music.

## Videoclipe
O videoclipe da canção foi disponibilizado em 7 de novembro de 2011 no YouTube. Gravado em 15 de agosto de 2011 em 3D em uma mansão em São Paulo também apresenta imagens de Joshua Tree na Califórnia. O vídeo foi primeiramente exibido durante a exibição do filme "Star Wars Episódio I: A Ameaça Fantasma" na Rede Cinemark em 10 de fevereiro de 2012. A direção ficou por conta de Oscar Rodrigues Alves (responsável também pelo DVD "Skank no Mineirão"), Alexandre Cruz e Marcelo Siqueira.

## Histórico de lançamento
| País        | Data                | Formato          | Gravadora  |
| ----------- | ------------------- | ---------------- | ---------- |
| Brasil      | 26 de março de 2012 | Download digital | Sony Music |
| Itália      | 26 de março de 2012 | Download digital | Sony Music |
| Reino Unido | 26 de março de 2012 | Download digital | Sony Music |